# Carl Friedrich August Alexander Crüger
Carl Friedrich August Alexander Crüger (26 de febrero de 1813, Fürstenberg - 21 de mayo de 1885, Hamburgo ) fue un entomólogo alemán que se especializó en la familia Lepidoptera.
Su colección de lepidópteros de todo el mundo está en el Biozentrum Grindel und Zoologisches Museum.

## Trabajos
- 1876 Ueber Schmetterlinge von Guayaquil. Verhandlungen des Vereins für naturwissenschaftliche Unterhaltung zu Hamburg 2: 129-131.
- with J. B. Capronnier 1876 Notice sur les époques d'apparition des lépidoptères du Brésil recueillis p. M. C. Van Volxem dans son voyage en 1872. Annales de la soc.entom. de Belgique Tom. XVII., 1874. p. 5-39.
- Verhandlungen des Vereins für naturwissenschaftliche Unterhaltung zu Hamburg 2: 132-135.
- 1879. Ueber exotische Lepidopteren (1877). Verhandlungen des Vereins für naturwissenschaftliche Unterhaltung zu Hamburg 4: 192-198.
- 1881. Catalogue of the coll. of diurnal lepidoptera formed by the late William Chapman Hewitson, of Oatlands, Walton on Thames, and beqeathed by him to the B. M.; By W. F.Kirby, assistant naturalist in the Dublin mus. of Science and art (imprimido para distribución privada). Londres J. v.Voorst, 1879, 4o, 246 ps. Berliner entomologische Zeitschrift 25(2): 105-118 (diciembre)
- 1882. Exotische Lepidopteren. Verhandlungen des Vereins für naturwissenschaftliche Unterhaltung zu Hamburg 5(6):85
- 1878. Ueber Schmetterlinge von Wladiwostok. Verh. Ver. naturw. Unterhalt. Hamburg 3: 128-133.incluye descripción de Luehdorfia